# تشيس غاسبر
تشيس غاسبر (بالإنجليزية: Chase Gasper)‏ هو لاعب كرة قدم أمريكي، ولد في 25 يناير 1996 في الإسكندرية في الولايات المتحدة. لعب مع UCLA Bruins men's soccer ‏.

## وصلات خارجية
- تشيس غاسبر على موقع الدوري الأمريكي (الإنجليزية)
- تشيس غاسبر على موقع قاعدة بيانات كرة القدم.إي يو (الإنجليزية)
- تشيس غاسبر على موقع ناشيونال فوتبول تيمز (الإنجليزية)
- تشيس غاسبر على موقع Soccerbase.com (لاعب) (الإنجليزية)
- تشيس غاسبر على موقع Soccerway.com (الإنجليزية)
- تشيس غاسبر على موقع عالم كرة القدم.نت (الإنجليزية)